# The Blackening
Ne doit pas être confondu avec The Blackening (film).
Albums de Machine Head
Elegies
(2005) Unto the Locust
(2011)
The Blackening est le sixième album studio du groupe de thrash metal américain Machine Head. Sorti le 26 mars 2007, il marque le retour de la popularité du groupe dans le cœur du public metal européen et la reconnaissance tant attendue auprès du public metal américain, après toutefois un Through the Ashes of Empires qui leur avait remis le pied à l'étrier en 2004.

## Composition du groupe
- Robb Flynn : chant et guitare
- Phil Demmel : guitare
- Adam Duce : basse et chœurs
- Dave McClain : batterie

## Liste des chansons de l'album
| No | Titre                          | Durée |
| -- | ------------------------------ | ----- |
| 1. | Clenching the Fists of Dissent | 10:36 |
| 2. | Beautiful Mourning             | 4:46  |
| 3. | Aesthetics of Hate             | 6:30  |
| 4. | Now I Lay Thee Down            | 5:34  |
| 5. | Slanderous                     | 5:16  |
| 6. | Halo                           | 9:03  |
| 7. | Wolves                         | 9:02  |
| 8. | A Farewell To Arms             | 10:15 |

| 9. | Battery (reprise de Metallica) | 6:18 |

| 1.  | Hallowed Be Thy Name (reprise de Iron Maiden)                |  |
| 2.  | Alan's On Fire (reprise de Poison Idea)                      |  |
| 3.  | Negative Creep (reprise de Nirvana)                          |  |
| 4.  | Seasons Wither                                               |  |
| 5.  | My Misery                                                    |  |
| 6.  | House of Suffering (reprise de Bad Brains)                   |  |
| 7.  | The Possibility Of Life's Destruction (reprise de Discharge) |  |
| 8.  | Ten Ton Hammer (extended original mix)                       |  |
| 9.  | Hole In The Sky (reprise de Black Sabbath)                   |  |
| 10. | Colors (reprise de Ice-T)                                    |  |
| 11. | Hard Times (live) (reprise de Cro-Mags)                      |  |
| 12. | Halo (I Want Your Soul) (demo 2005)                          |  |
| 13. | Aesthetics Of Hate (Thrash-terpiece) (demo 2005)             |  |

| 1.  | Clenching the Fists of Dissent (live) |  |
| 2.  | Now I Lay Thee Down (live)            |  |
| 3.  | Halo (live)                           |  |
| 4.  | Aesthetics of Hate (live)             |  |
| 5.  | Davidian (live)                       |  |
| 6.  | Imperium (live)                       |  |
| 7.  | Old (live)                            |  |
| 8.  | A Thousand Lies (live)                |  |
| 9.  | The Rage to Overcome (live)           |  |
| 10. | Death Church (live)                   |  |
| 11. | Blood For Blood (live)                |  |
| 12. | Halo                                  |  |
| 13. | Now I Lay Thee Down                   |  |
| 14. | Aesthetics of Hate                    |  |
| 15. | making of des trois clips précédents  |  |

## En plus
L'édition limitée de l'album comprend une reprise de Metallica et un DVD sur lequel figurent un making-of de l'album et des extraits de lives donnés en Californie.

## Certifications
| Pays              | Certification |
| ----------------- | ------------- |
| Royaume-Uni (BPI) | Argent        |